# Deledda (cràter)
Deledda és un cràter d'impacte en el planeta Venus de 32 km de diàmetre. Porta el nom de Grazia Deledda (1871-1936), novel·lista italiana i Premi Nobel de Literatura, i el seu nom va ser aprovat per la Unió Astronòmica Internacional el 1985.